# Puck (gemeente)
De gemeente Puck is een landgemeente in het Poolse woiwodschap Pommeren, in powiat Pucki.
De gemeente bestaat uit 27 administratieve plaatsen solectwo: Błądzikowo, Brudzewo, Celbowo, Darżlubie, Domatowo, Domatówko, Gnieżdżewo, Leśniewo, Łebcz, Mechowo, Mieroszyno, Mrzezino, Osłonino, Połchowo, Połczyno, Radoszewo, Rekowo Górne, Rzucewo, Sławutowo, Smolno, Starzyno, Starzyński Dwór, Strzelno, Swarzewo, Werblinia, Zdrada, Żelistrzewo.
Zonder de status sołectwo :
Beka, Celbówko, Czarny Młyn, Kaczyniec, Łyśniewo, Muza, Piaśnica Mała, Piaśnica Wielka, Sławutówko, Wiedlino.
De zetel van de gemeente is in Puck.
Op 30 juni 2004 telde de gemeente 21 299 inwoners.

## Oppervlakte gegevens
In 2002 bedroeg de totale oppervlakte van gemeente Puck 243,29 km², waarvan:
- agrarisch gebied: 60%
- bossen: 29%

De gemeente beslaat 42,31% van de totale oppervlakte van de powiat.

## Demografie
Stand op 30 juni 2004:
| Omschrijving                   | Totaal | Totaal | Vrouwen | Vrouwen | Mannen | Mannen |
| ------------------------------ | ------ | ------ | ------- | ------- | ------ | ------ |
| eenheid                        | aantal | %      | aantal  | %       | aantal | %      |
| inwoners                       | 21 299 | 100    | 10 566  | 49,6    | 10 733 | 50,4   |
| bevolkingsdichtheid (inw./km²) | 87,5   | 87,5   | 43,4    | 43,4    | 44,1   | 44,1   |

In 2002 bedroeg het gemiddelde inkomen per inwoner 1853,03 zł.

## Aangrenzende gemeenten
Kosakowo, Krokowa, Reda, Rumia, Wejherowo, Władysławowo. De gemeente grenst aan de Oostzee.